# AHC Potaissa Turda
Maillots
Dernière mise à jour : 9 septembre 2020.
Le AHC Potaissa Turda  est un club de handball basé à Turda, en Roumanie.

## Histoire
Créé en 2000, il est placé en faillite en 2008. Pourtant, en 2011, il est promu en Championnat de Roumanie où il se classe à trois reprises à la troisième place. Il a également remporté la Coupe Challenge en 2018.

## Palmarès
Compétitions internationales
- Coupe Challenge :
  - Vainqueur (1) : 2018
  - Finaliste (1) : 2017

Compétitions nationales
- Championnat de Roumanie
  - Troisième (4) : 2014, 2017, 2018, 2019
  - Le club est à la 2e place en 2020 lors de l'arrêt du championnat. La saison régulière n'est pas terminée et les play-offs sont annulés.

### Parcours
| Saison    | Niveau | Championnat | Coupe         | Coupe d'Europe                        |
| --------- | ------ | ----------- | ------------- | ------------------------------------- |
| 2010-2011 | 2      | _e          | ...           | non qualifié                          |
| 2011-2012 | 1      | 8e (en)     | ...           | non qualifié                          |
| 2012-2013 | 1      | 5e (en)     | ...           | non qualifié                          |
| 2013-2014 | 1      | 3e (en)     | ...           | non qualifié                          |
| 2014-2015 | 1      | 4e (en)     | ...           | C3 : 3e tour qual. équiv. 1/16 de f.  |
| 2015-2016 | 1      | 4e (en)     | ...           | non qualifié                          |
| 2016-2017 | 1      | 3e (en)     | ...           | C4 : Finale                           |
| 2017-2018 | 1      | 3e (en)     | ...           | C4 : Vainqueur                        |
| 2018-2019 | 1      | 3e (en)     | 1/8 de finale | C3 : 1er tour qual. équiv. 1/64 de f. |
| 2019-2020 | 1      | 2e (en)     | 1/4 de finale | C4 : 1/4 de finale                    |
| 2020-2021 | 1      | en cours    | ...           | C3 : 2e tour qual. équiv. 1/48 de f.  |

## Joueurs

### Effectif pour la saison 2020-2021
L'effectif est, :